# Lupa

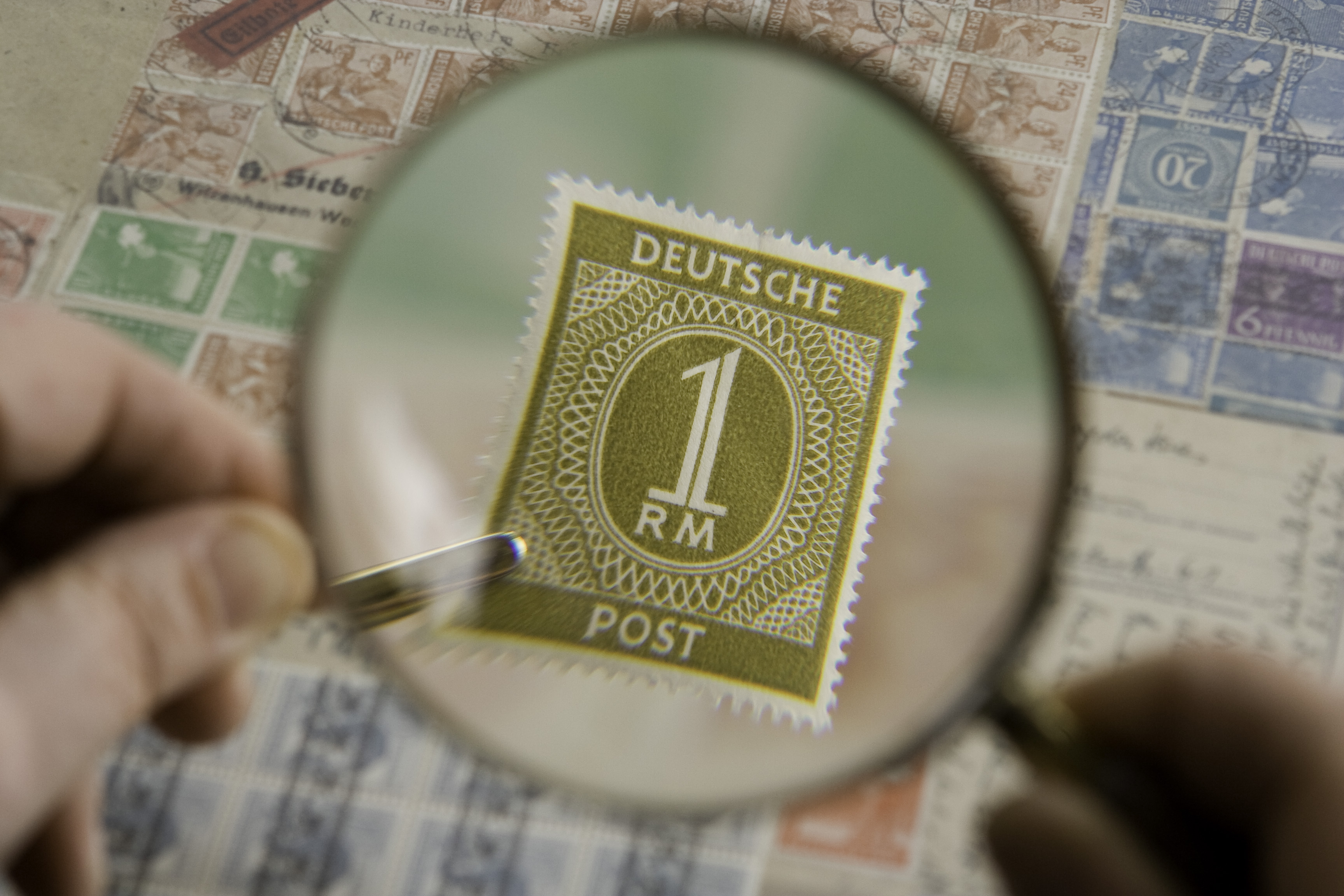
Obraz znaczka w lupie

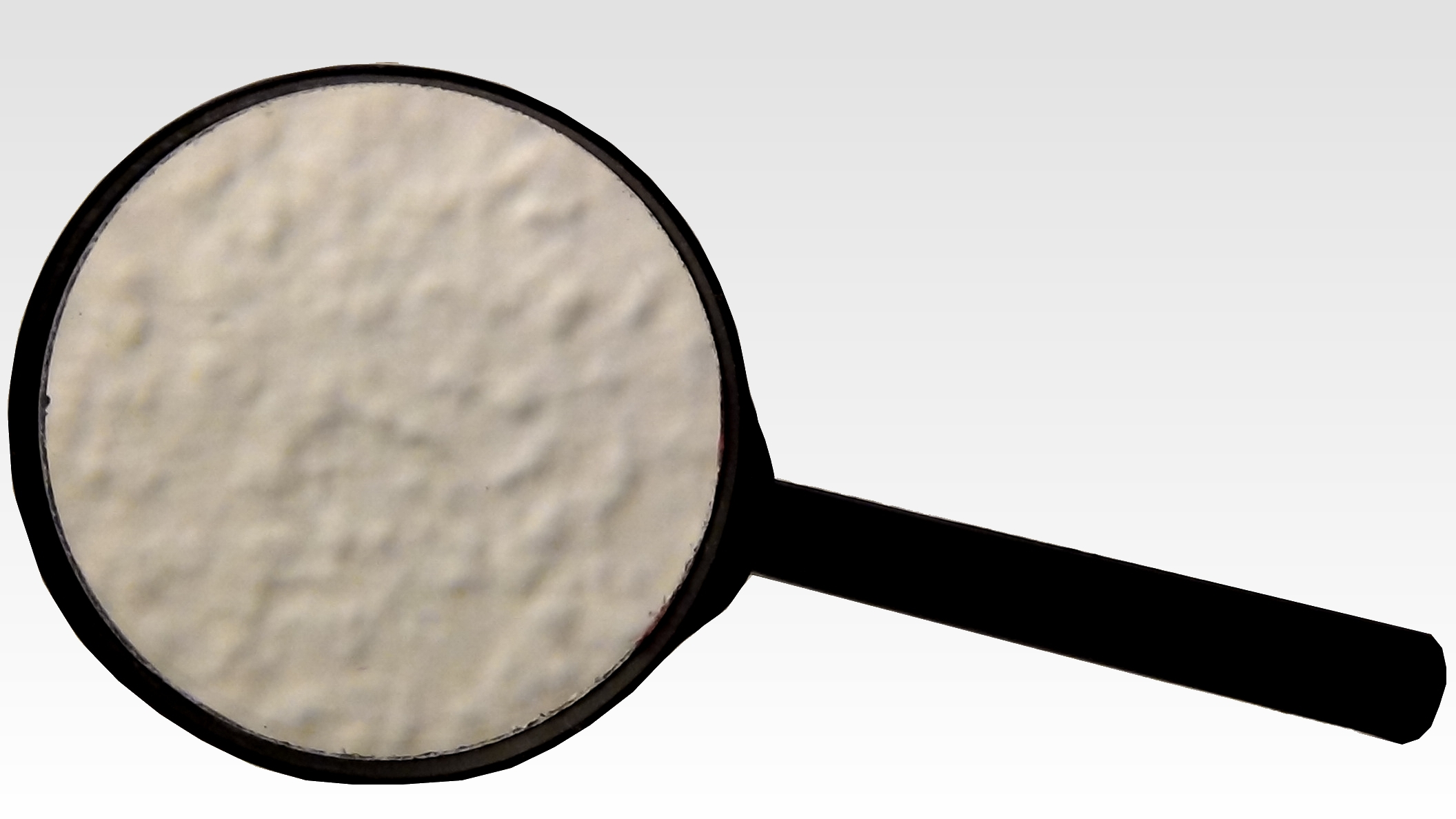
Lupa

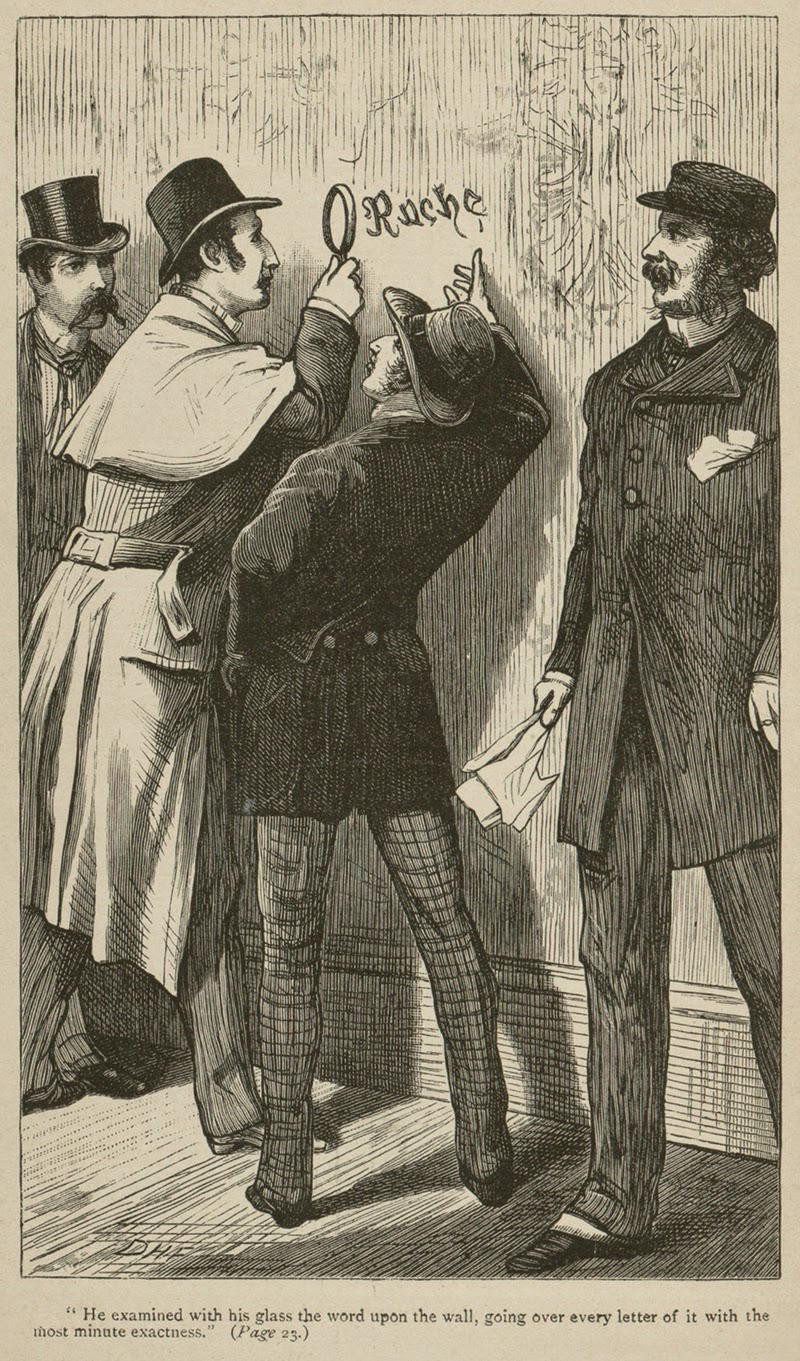
Sherlock Holmes z lupą; oryginalna ilustracja powieści Studium w szkarłacie, 1887.

Lupa – przyrząd optyczny służący do bezpośredniej obserwacji drobnych blisko położonych przedmiotów. W ścisłym znaczeniu tego słowa jest to soczewka skupiająca dająca co najmniej trzykrotne powiększenie. Soczewki dające mniejsze niż trzykrotne powiększenie nazywane są szkłami powiększającymi. Lupa zbudowana jest zazwyczaj z jednej soczewki skupiającej lub z zespołu blisko siebie położonych soczewek umieszczonych w oprawce. Tworzy obraz prosty, pozorny i powiększony.
Obserwowany przedmiot umieszcza się między ogniskiem a lupą, tak by pozorny, prosty i powiększony obraz był w odległości dobrego widzenia oka obserwatora.

## Rodzaje lup

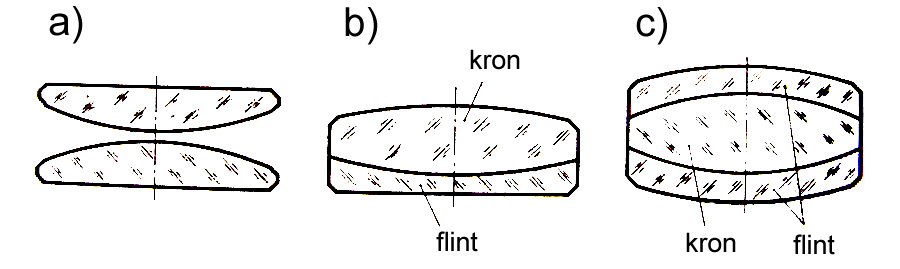
a) Układ aplanatyczny, b) układ achromatyczny, c) układ achromatyczno-aplanatyczny

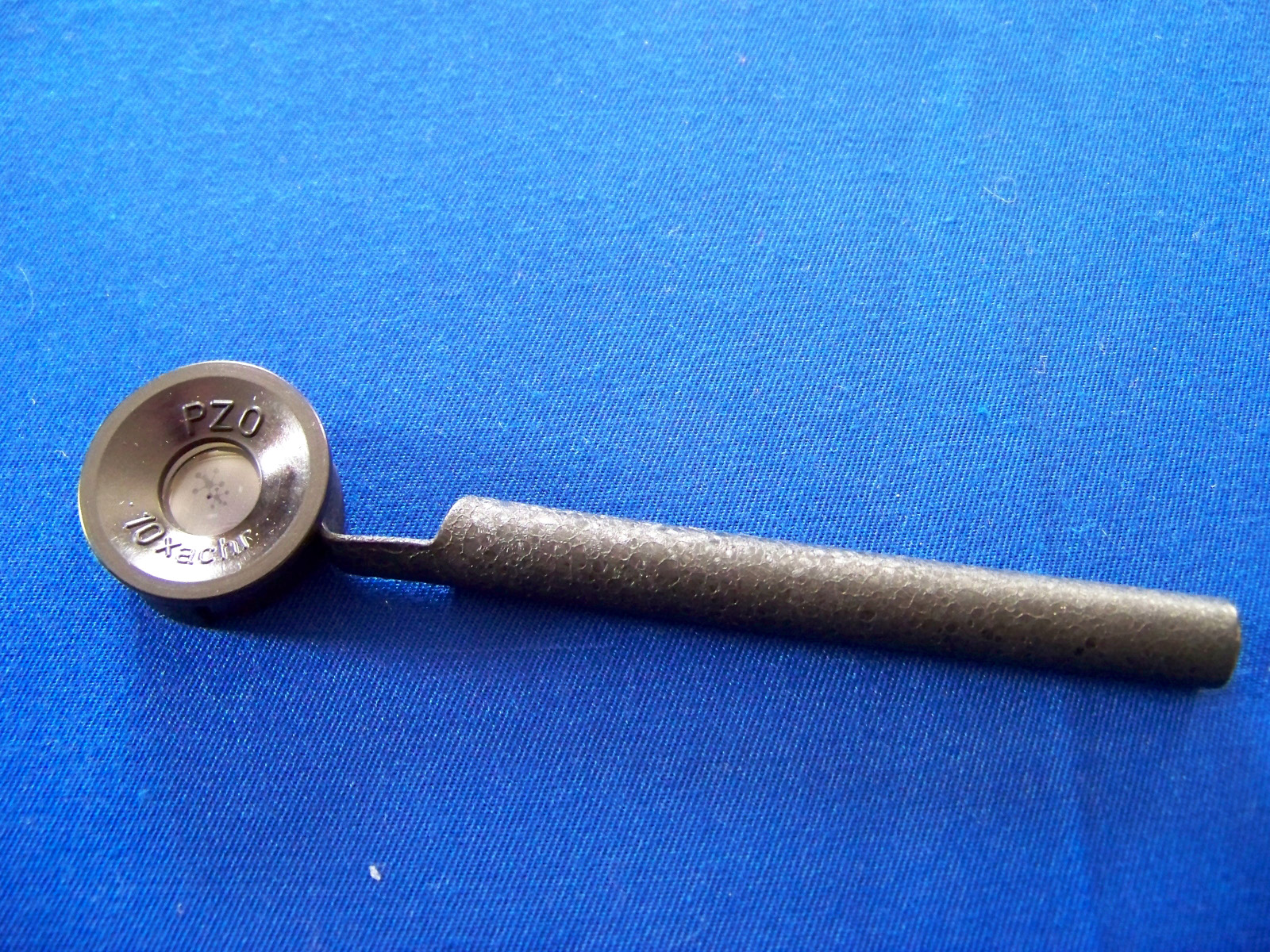
Lupa achromatyczna 10× PZO

Ze względu na konstrukcję układu optycznego wyróżnia się rodzaje lup:
- Lupa prosta – składająca się z jednej soczewki.
- Lupa aplanatyczna – składająca się z dwóch identycznych płaskowypukłych soczewek, wypukłościami skierowanymi do siebie. Nieraz między soczewkami umieszczona jest specjalna przesłona. Koryguje aberrację sferyczną i komę.
- Lupa achromatyczna – składająca się z dwóch sklejonych ze sobą soczewek – dodatniej dwuwypukłej wykonanej ze szkła kron i ujemnej wykonanej ze szkła flint. Koryguje aberrację chromatyczną i sferyczną.
- Lupa aplanatyczna Steinheila – składająca się z jednej dwuwypukłej soczewki dodatniej oraz dwóch doklejonych do niej po obu stronach identycznych menisków. Soczewka dodatnia wykonana ze szkła kron, a meniski ze szkła flint. Koryguje aberrację chromatyczną, sferyczną oraz dystorsję.
- Lupa achromatyczno-aplanatyczna – składająca się z trzech lub większej liczby soczewek. Koryguje aberrację chromatyczną, sferyczną, dystorsję oraz komę.
- Lupa ortoplanatyczna – składająca się z trzech soczewek: dwóch dwuwypukłych oraz umieszczonej między nimi soczewki wklęsłej. Koryguje aberrację sferyczną, chromatyczną i dystorsję.
- Lupa astygmatyczna – składająca się przynajmniej z czterech soczewek. Koryguje aberrację sferyczną, chromatyczną, dystorsję, komę oraz astygmatyzm.

## Powiększenie lupy
Powiększenie kątowe lupy zależy od ustawienia lupy względem oka i określa je przybliżony wzór
{\displaystyle P={\frac {L_{0}}{f}}+{\frac {L_{0}}{L}}.}
Lupa daje obraz możliwy do oglądania o największym powiększeniu kątowym, gdy tworzony przez nią obraz jest w odległości najlepszego widzenia. Wówczas powiększenie kątowe wynosi:
{\displaystyle P={\frac {L_{0}}{f}}+1.}
Dla przeciętnej osoby bez wad wzroku odległość najlepszego widzenia jest określana na 0,25 m, w tej sytuacji powiększenie lupy określa wzór:
{\displaystyle P={\frac {1}{4f}}+1={\frac {1}{4}}D+1,}
gdzie:
{\displaystyle P} – powiększenie kątowe lupy,
{\displaystyle L_{0}} – odległość najlepszego widzenia,
{\displaystyle f} – ogniskowa soczewki,
{\displaystyle L} – odległość obrazu od oka,
{\displaystyle D} – zdolność zbierająca soczewki.
Odległość obserwowanego przedmiotu od soczewki powinna być mniejsza od ogniskowej. Wymóg ten jest konieczny do otrzymania obrazu pozornego. Można jednak użyć lupy (chociaż niezgodnie z przeznaczeniem) do otrzymania rzeczywistego obrazu na ekranie.
Spotyka się lupy w postaci arkusza przezroczystej folii będącej soczewką Fresnela, jak i bardziej rozpowszechnione ze szkła.
Lupa składająca się z jednej soczewki i zaopatrzona w uchwyt, nazywana bywa szkłem powiększającym.
Zakres praktycznych powiększeń wynosi dla lup:
- prostych do 7×
- achromatycznych do 12×
- aplanatycznych do 20×
- ortoplanatycznych do 30×
- astygmatycznych do 35×, niekiedy nawet 40×.

Większe powiększenia nie są stosowana za względu na małą średnicę soczewki i małe pole widzenia, oraz bardzo małą głębię ostrości. Przy powiększeniach powyżej 30× stosowane są mikroskopy.

## Zastosowanie

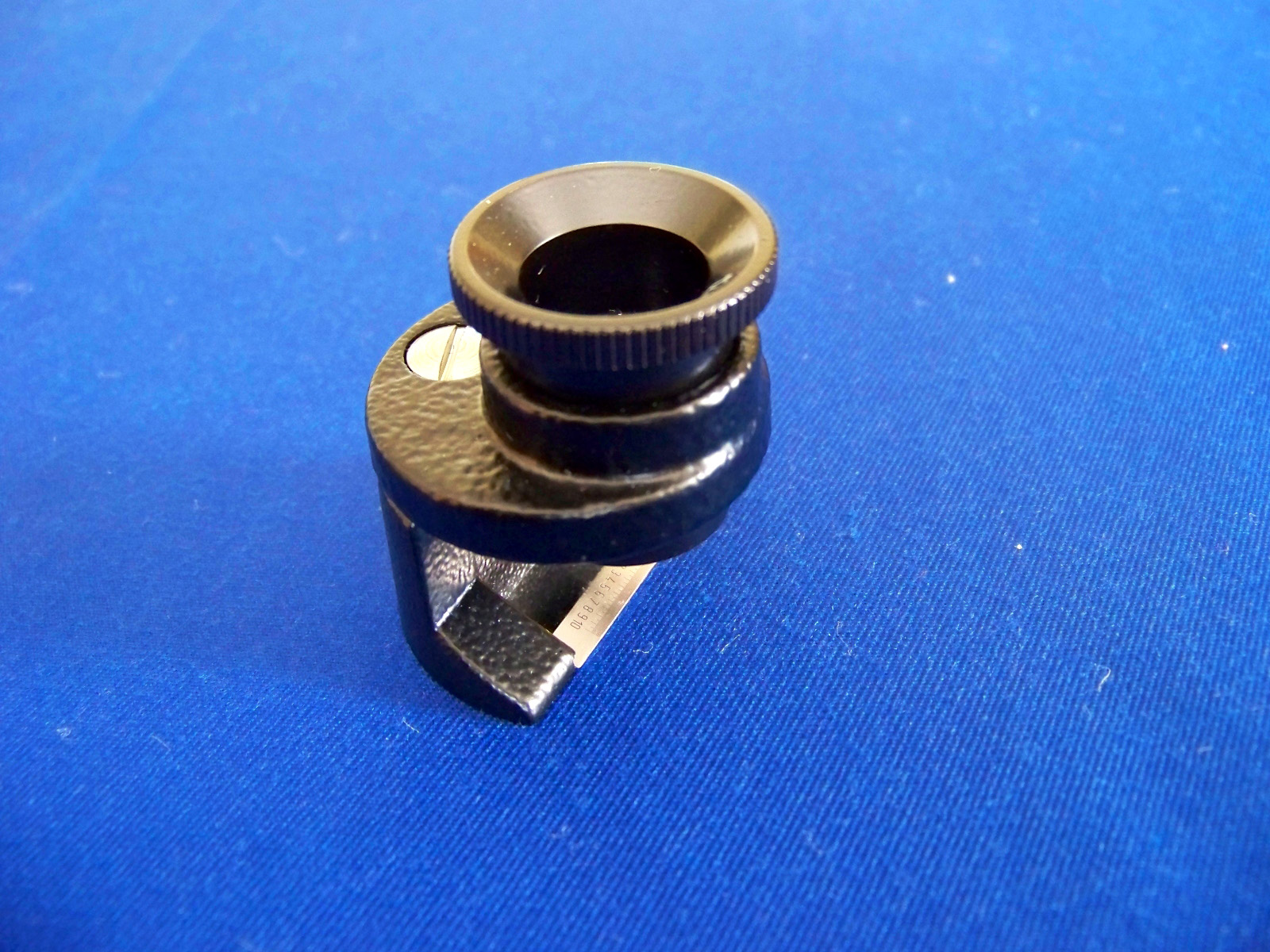
Lupa pomiarowa 12× ze skalą 10mm i działką elementarną 0,1 mm

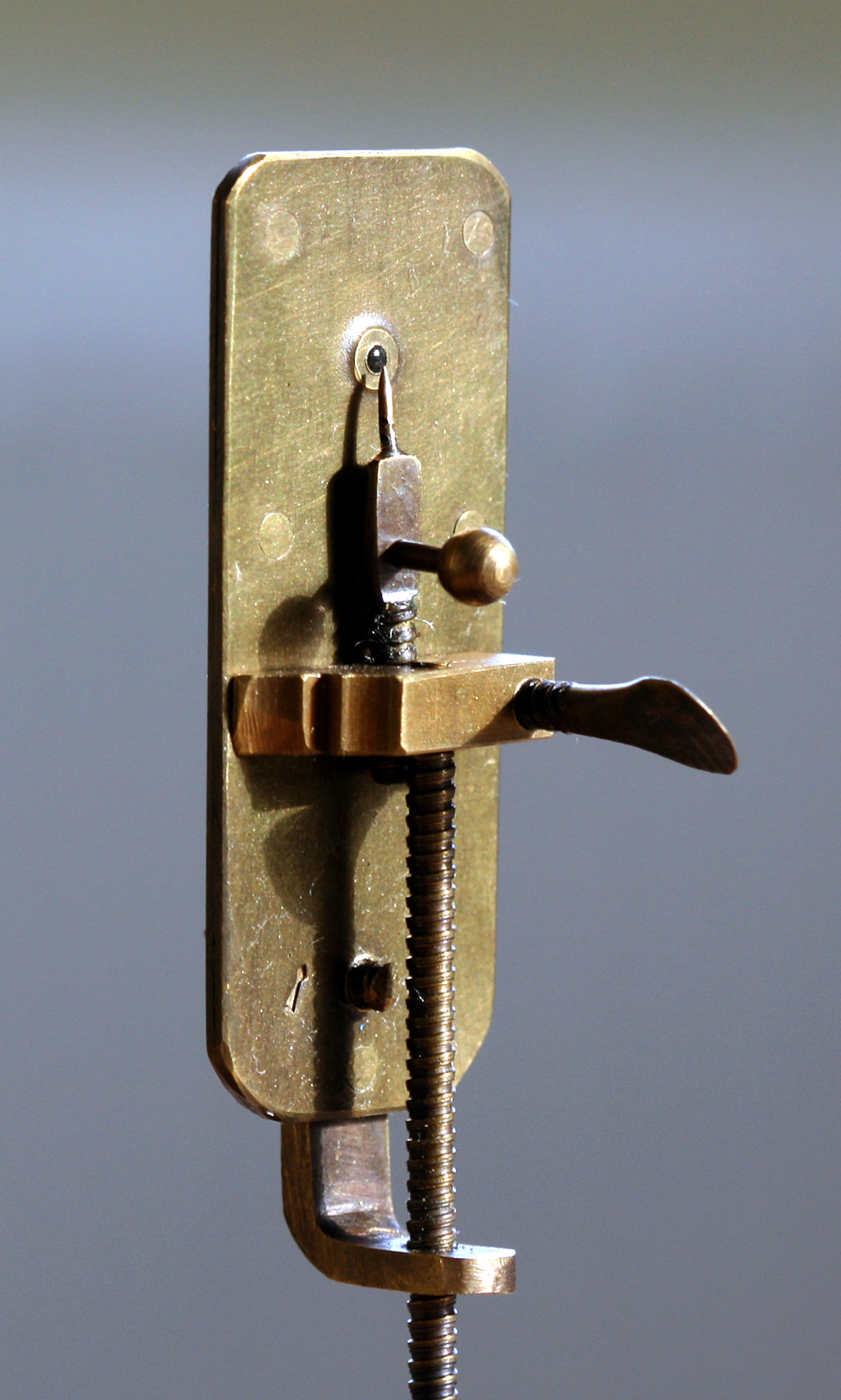
Replika lupy Leeuwenhoeka – jednosoczewkowego mikroskopu prostego.

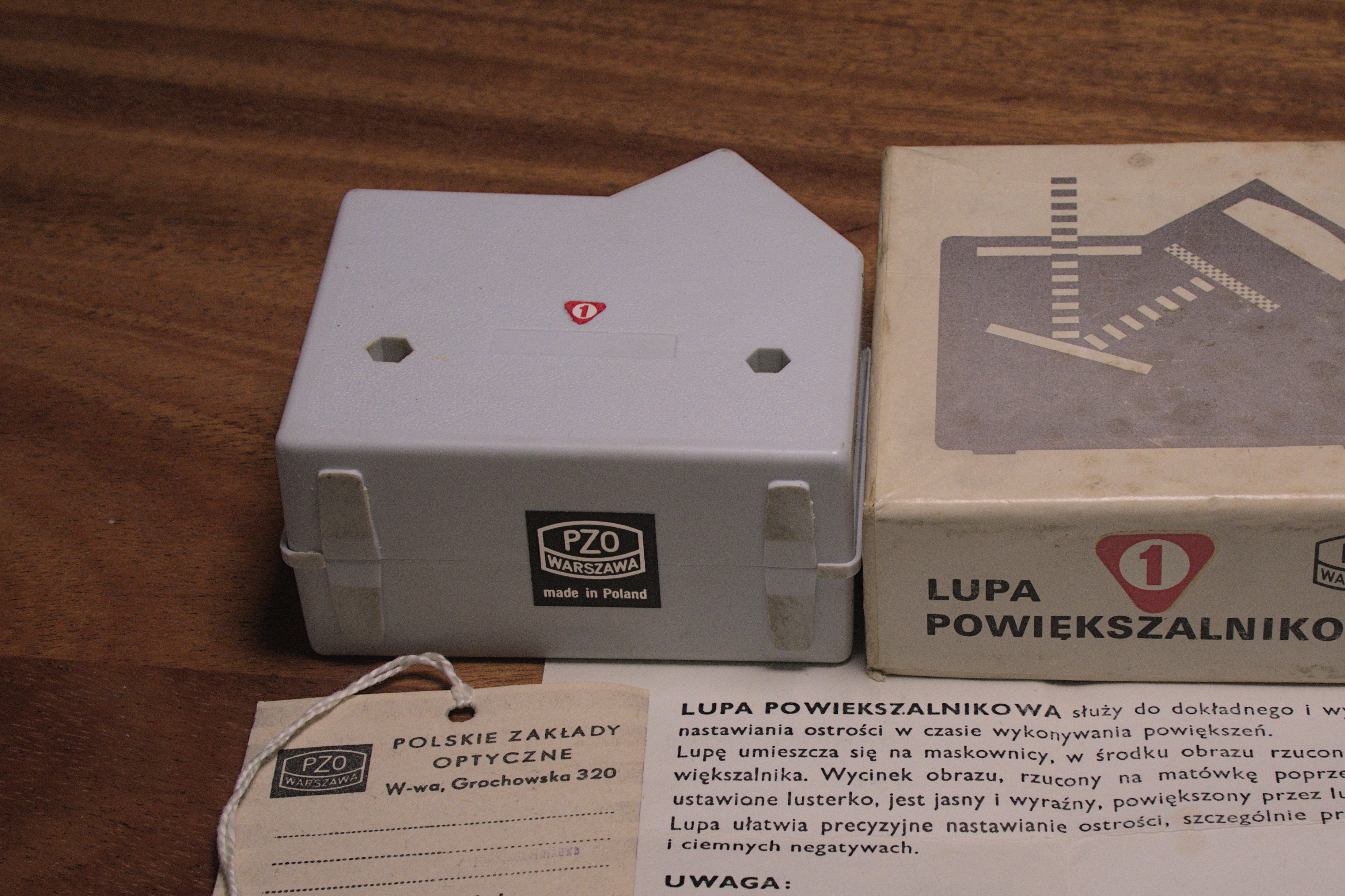
Lupa powiększalnikowa do nastawiania ostrości

Lupy mają liczne zastosowania w następujących dziedzinach:
- W edukacji na lekcjach biologii do oglądania preparatów roślinnych i zwierzęcych.
- W mikroskopii do wstępnej analizy, obserwacji, oraz preparowania różnego rodzaju materiałów. Stosowane są najczęściej lupy umieszczane na specjalnych podstawach – planktoskop oraz lupa preparacyjna. Obecnie coraz częściej zastępowane przez mikroskopy stereoskopowe dwuobiektywowe Greenougha lub mikroskopy stereoskopowe Abbego z jednym obiektywem czołowym nazywane także lupą stereoskopową.
- W numizmatyce i filatelistyce do oceny stanu monet i znaczków.
- W zegarmistrzostwie przy naprawie i wymianie drobnych elementów wykorzystywane są specjalne lupy zegarmistrzowskie utrzymywane przez mięśnie okrężne oka.
- W jubilerstwie i gemmologi do sprawdzania i oceny jakości kamieni szlachetnych, zwłaszcza zanieczyszczeń diamentów, które stwierdza się standardowo przy pomocy lup achromatycznych i achromatyczno-aplanatycznych o powiększeniu 10×.
- W drukarstwie – lupy na specjalnej przeźroczystej podstawie o różnym zakresie powiększeń (najczęściej od 3× do 10×) służące do dobierania kolorów oraz oceny jakości wydruków.
- We włókiennictwie do sprawdzania poprawności ściegów oraz liczenia ilości poszczególnych włókien przypadających na daną powierzchnię lub długość (powiększenia od 3× do 12×).
- W fotografii do przeglądu negatywów i slajdów.
- W geologii do identyfikacji składników skał. Najczęściej są to lupy składane zabierane w teren, gdzie nie można zabrać mikroskopu.
- W elektronice do kontroli powierzchni montażowych elementów elektronicznych, wad produkcyjnych, oceny jakości złącz lutowanych.
- W entomologii do obserwacji cech morfologicznych owadów.
- W stomatologii oraz chirurgii wykorzystywane są specjalne lupy okularowe będące modyfikacją lunety Galileusza.
- W wyznaczaniu twardości materiałów – lupa Brinella (powiększenie zazwyczaj od 8× do 12×) z podziałką (najczęściej wartość działki elementarnej wynosi 0,1 mm) wykorzystywana do pomiaru średnicy odcisku pozostawionego przez wciskaną stalową kulkę w badany materiał podczas badania twardości metodą Brinella.

## Historia
Leeuwenhoek w XVII wieku opanował umiejętność wytwarzania małych pojedynczych soczewek szklanych o bardzo krótkiej ogniskowej. Jego jednosoczewkowe lupy dawały powiększenie do 250 razy. Średnica tych soczewek wynosiła około 1 mm. Rekordowe jego soczewki miały ogniskową 0,3 mm i osiągały powiększenie do 900 razy, jednak jakość obrazu przy tak wielkich powiększeniach była bardzo słaba. Praktyczne zastosowanie znajdowały lupy o powiększeniu 200–300. Na początku XVIII wieku wytwarzano lupy w kształcie cyrkla kreślarskiego. Na jednej nóżce mocowało się obserwowany przedmiot, do drugiej była przymocowana miniaturowa soczewka dająca kilkusetkrotne powiększenie. Ponieważ głębia ostrości obrazu otrzymywanego przy pomocy takiej lupy była bardzo mała, ostrość regulowało się delikatnie pokręcając śrubą z bardzo drobnym gwintem, jak w zerownikach kreślarskich, regulując rozstaw nóżek cyrkla, a tym samym odległość soczewki od obserwowanego przedmiotu.